# Fortaleza de San Sebastián de Bassein
La fortaleza de San Sebastián de Bassim (en portugués:  Fortaleza de São Sebastião de Baçaím), también conocida como fortaleza de Bassein es una fortaleza que formó parte de la India portuguesa entre 1535 y 1739. Se encuentra en la antigua ciudad de Bassein (actual Vasai), en el estado de Maharashtra, 50 kilómetros al norte del centro de Bombay. El área fue cedida por el sultanato de Gujarat en 1534. Alcanzó su auge en tiempos de Felipe I de Portugal que reforzó la plaza. Empezaría su declive a causa de la cesión de Bombay por los Braganza. Recibiría ataques de los Maratha, hasta que finalmente cayó en 1739. Los británicos la obtendrían en 1818 y mantendrán su posesión. Fue abandonada, y luego cedida a la República de India. En la actualidad es usado para turismo y grabar canciones de Bollywood. La fortaleza es un monumento de importancia nacional y está protegido por el Servicio Arqueológico de la India.

## Toponimia

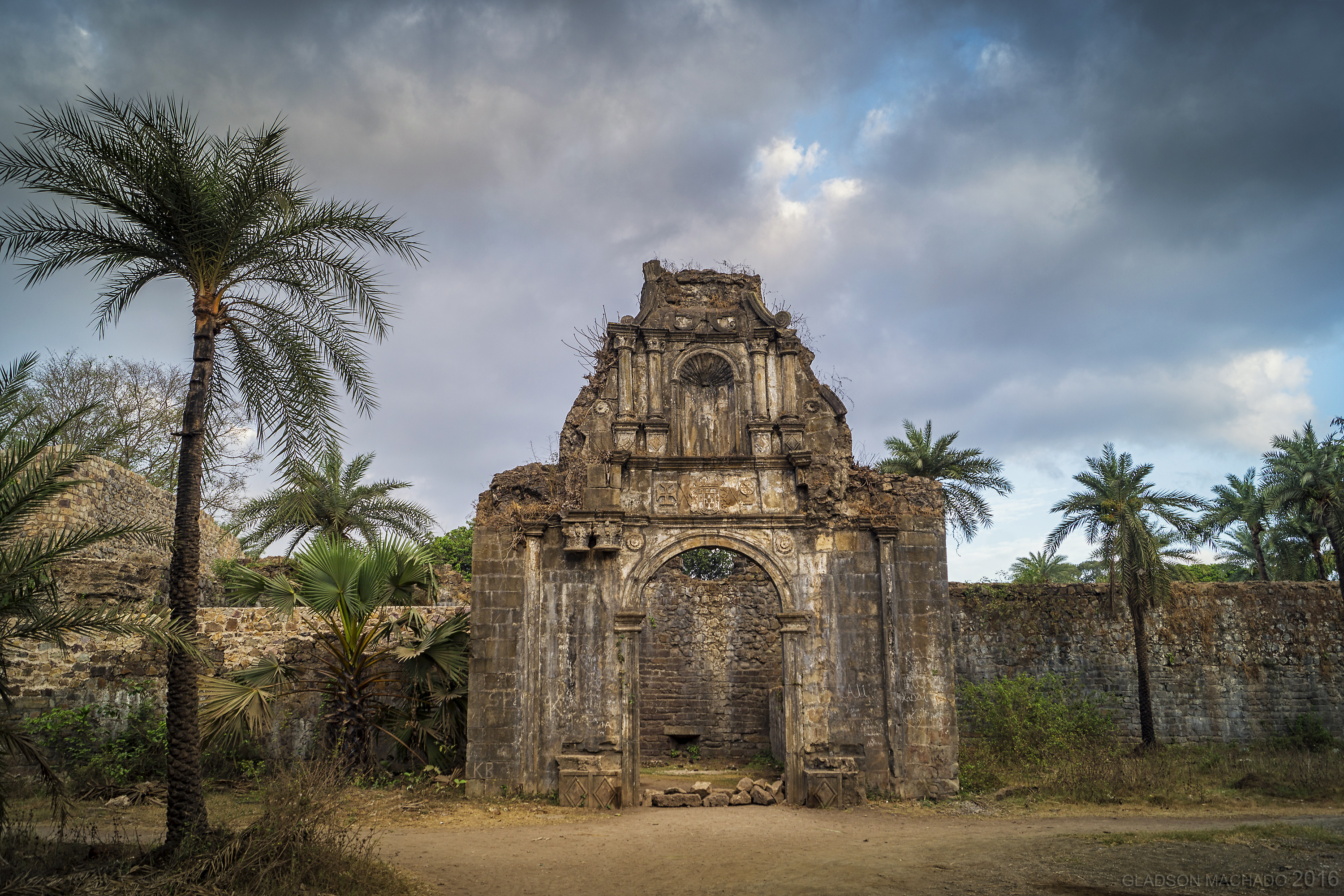
Entrada principal a la Ciudadela

El nombre "Bassein" es la versión inglesa del portugués Baçaim, que en sí mismo es una derivación de un nombre aparentemente nativo que puede tener una conexión con el pueblo tribal Vasa-Konkani de la región de Konkan del Norte, que se extiende desde Mumbai (Bombay) hasta Damaon, en el territorio de unión de Damaon, Diu y Silvassa. El área fue conocida como Bassein en la historia moderna, hoy lleva el nombre oficial alternativo de Vasai. El nombre oficial alternativo de Nayegaon es Naigaon. 
Bazaim sería la transcripción del nombre portugués de Baçaim, ya que se mantiene la sílaba tónica. Y la ç es reemplazada por z. 
La advocación a San Sebastián fue realizada por Felipe I de Portugal que la encargo al milanés Giovanni Battista Cairati, principal arquitecto de Portugal en Oriente.
Actualmente también es conocida como Vasai cha killa o Corte de Baçaim que significa "Corte de Bassein" en criollo indo-portugués.

## Historia

### Era pre portuguesa
El marinero griego Cosma Indicopleustes visitó las áreas alrededor de Bassein en el siglo VI. En el siglo VII el monje chino Xuanzang visitó el área también. Según el historiador José Gerson da Cunha, durante este tiempo, Bassein y sus alrededores parecían haber sido gobernados por la dinastía Chalukya de Karnataka. Hasta el siglo XI, varios geógrafos árabes habían mencionado referencias a ciudades cercanas a Bassein, como Thane y Nala Sopara, pero no se habían hecho referencias a Bassein. Posteriormente, Bassein sería gobernada por la dinastía Silhara de Konkan y finalmente pasó a la dinastía Seuna. Fue capital de distrito durante la dinastía Seuna (1184-1318). Más tarde, fue conquistada por el Sultanato de Guzarate. Sería en este tiempo que la visitaría Duarte Barbosa (en 1514) que la describió con el nombre de Baxay (pronunciado Basai) como una ciudad con buen puerto marítimo perteneciente al reyezuelo de Guzarate.

### Era portuguesa

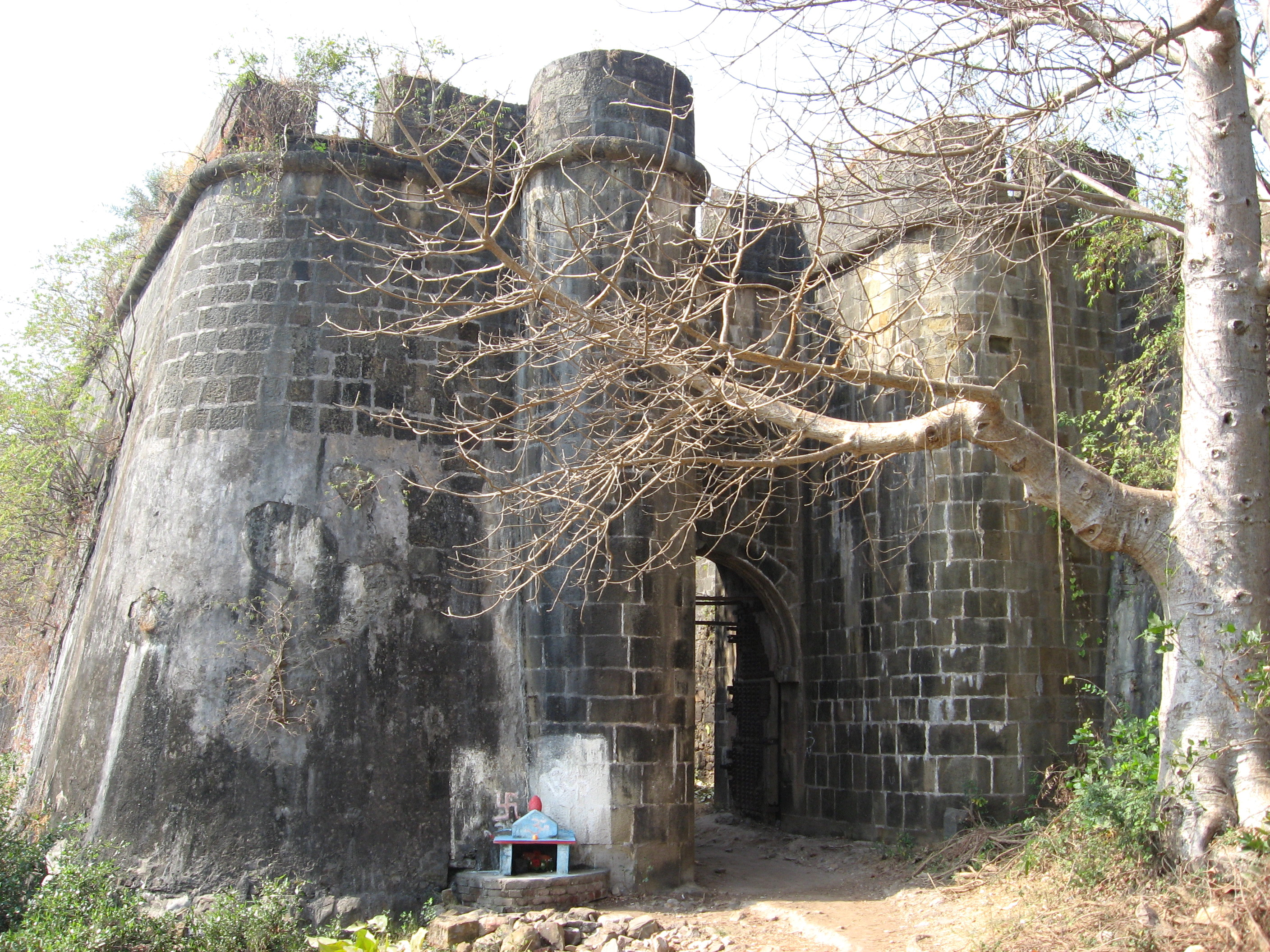
Entrada de la fortaleza de Bassein

La armada portuguesa de la India llegó por primera vez a la costa oeste de la India después del descubrimiento de la ruta del Cabo por Vasco da Gama, y desembarco en Calicut en 1498. Durante varios años después de su llegada, habían estado consolidando su poder en el norte y sur de Konkan, en las actuales Bombay y Goa y sus alrededores. La flota portuguesa tuvo enfrentamientos con los otomanos como durante la Batalla de Diu en 1509.
Los portugueses establecieron la capital en Velha Goa capturada de la dinastía Adil Shahi de Bijapur en 1510. Según el historiador Manuel de Faria e Sousa, la costa de Bassein (Vasai) fue visitada por primera vez por ellos en 1509, cuando Francisco de Almeida, de camino a Dio, capturó un barco frente al puerto de Bombay, con 24 ciudadanos del Sultán de Guzarate a bordo. 
En 1528, el capitán Heitor de la Silveira, conquistó e incendió la ciudad. Después de esto, el gobernante de Thana se sometió voluntariamente como tributario a Portugal. En 1532 tuvo lugar un nuevo asalto portugués contra Bassein y, después de una fuerte resistencia, consiguieron penetrar en su fortificación, y la arrasaron. En consecuencia, fue impuesto tributo a las ciudades de Thana, Bandorá, Maim y Bombaim.
Los portugueses tenían comercio activo con el Golfo de Cambaya. Para proteger la ruta surgió el proyecto de establecer fortalezas en la zona, con el principal objetivo de protegerse de los "rumies" (otomanos) y asegurar su acceso al Golfo de Cambaya (actual golfo de Khambhat). Obtuvieron la isla de Bassein, y terminaron de fortificarla en 1536.

#### Tratado de Bassein (1534)
El tratado de Bassein (1534) fue firmado por el Bahadur shah, sultán de Gujarat y el Reino de Portugal el 23 de diciembre de 1534, mientras se encontraba a bordo del galeón São Mateus. Según los términos del acuerdo, el Imperio portugués obtuvo el control de la ciudad de Bassein, así como de sus territorios, islas y mares. (Salcete, Bombaim, Parel, Vadala, Sião, Vorli, Mazagão, Thana, Bandorá, Maim, Caranja y otras) a Portugal. Las islas de Bombay bajo control portugués incluyen Colaba, Isla de la Anciana, Mumbai (Bombay), Mazagaon, Worli, Matunga, Mahim. Salsette, Diu, Trombay y Chaul eran otros territorios controlados y colonizados por los portugueses.

#### Posesión de los Avís

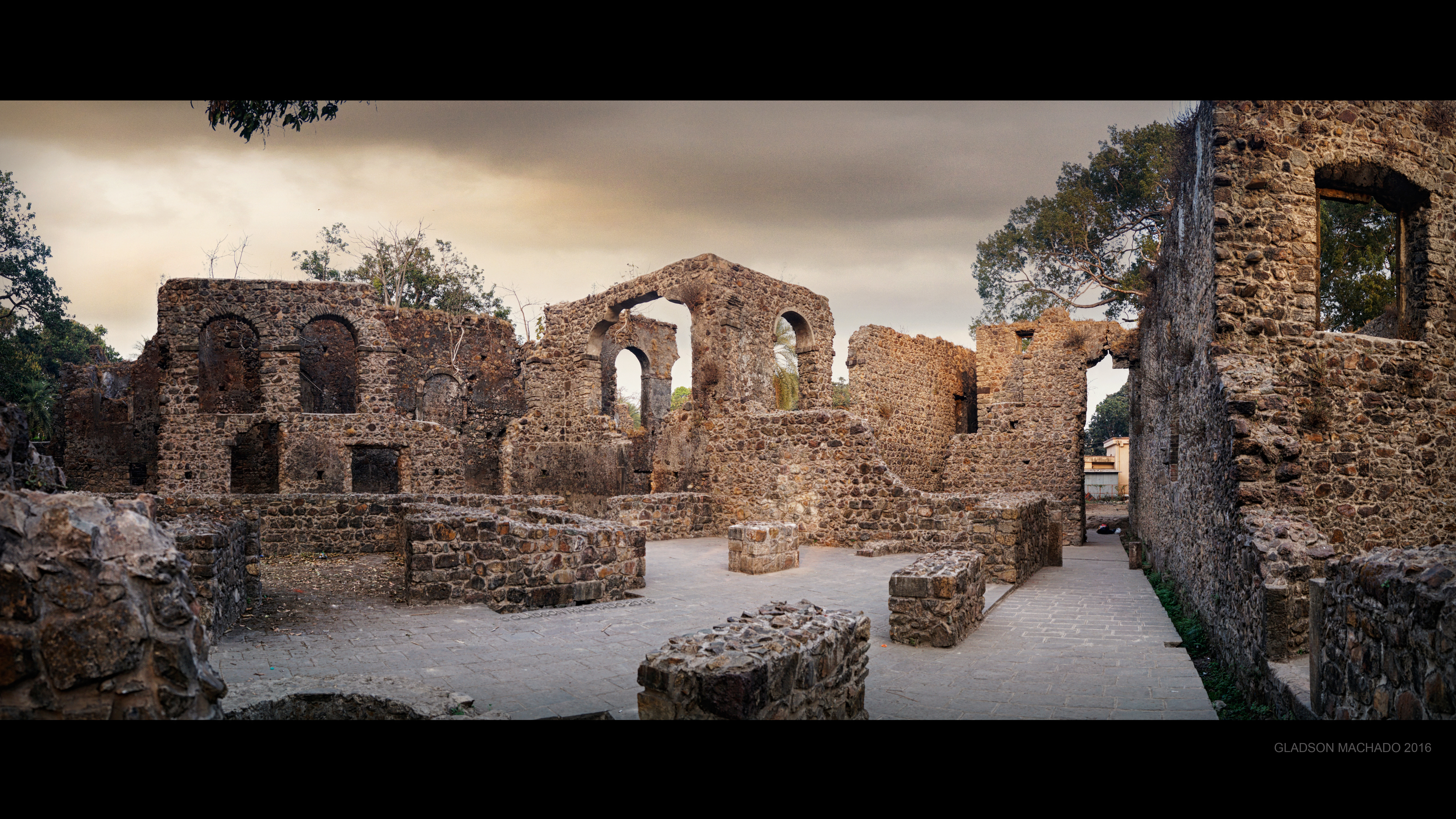
Vista panorámica desde el interior de uno de los edificios.

Bassein, (actual Vasai) se convirtió en la sede del territorio del norte después del tratado del siglo XVI con el sultán de Guzarate. En la era portuguesa, la fortaleza fue diseñada como la Corte del Norte (Corte da Norte), solamente superada por la capital del virreinato portugués de Oriente en la ciudad de Goa Vieja. Durante más de 150 años, la presencia portuguesa hizo de los alrededores una ciudad vibrante y opulenta. El Bassein y sus alrededores eran el territorio portugués más grande, incluidos lugares como Chaul - Revdanda, Caranja, el archipiélago de Bombay, la isla de Bandra, la isla de Juhu, la isla de Salsette, incluida la ciudad de Thane, la isla de Dharavi, el archipiélago de Bassein, Daman, Diu.
Al año siguiente de la adquisición, en 1535, instalaron una factoría portuguesa en Baçaim, iniciando la construcción de la Iglesia de Nossa Senhora da Vida. En ese mismo año de 1535, las fuerzas del sultán de Guzarate asaltaron la ciudad. Por ello, en mayo de 1536, por orden de D. Nuno da Cunha, se inició una fortificación, alrededor de la cual floreció la ciudad portuguesa. La fortificación fue expandida a base de un plano atribuido al milanés Giovanni Battista Cairati, principal arquitecto de Portugal en Oriente bajo el reinado de Felipe I de Portugal, II de España (r. 1580-1598), fue consagrada a San Sebastián, mostrando influencias de la Renacimiento europeo.
Las murallas de la ciudad se levantaron entre 1552 y 1582, ya que en esta última fecha ya estaba rodeada por un imponente muro de piedra y cal, reforzado por diez modernos baluartes, tal y como refleja una carta de Pedro Barreto de Resende (1635).
En 1564 los dominicos construyeron la Iglesia de São Gonçalo. En la segunda mitad del siglo XVI se había iniciado la construcción de un nuevo fuerte y toda la ciudad estaba rodeada de murallas con 10 baluartes. El diseño de la fortaleza y los baluartes se inspiró en las fortificaciones del Renacimiento italiano. En 1581 los jesuitas construyeron la iglesia de Nossa Senhora da Graça y, finalmente, los agustinos construyeron la iglesia de Nossa Senhora da Anunciada en 1596.
En esos tiempos, la principal fortaleza que protegía el acceso por el norte era Diu y la que protegía el sur era Bassein. Anteriormente, la fortaleza portuguesa del sur del golfo de Cambaya, había sido Chaul, pero fue perdiendo importancia frente a Bassein a mediados del siglo XVI. Su principal evangelizador era Antonio do Porto, que partió a Bassein con 5 compañeros. En esta fortaleza nacería Gonzalo García Mártir que sufriría martirio en Nagasaki en el año 1597. En 1564 los dominicos construyeron la Iglesia de São Gonçalo.

### Unión Ibérica (Tiempo de los Austria)
En 1580 la Corona portuguesa cayo en sienes del rey de España que pasó a llamarse Felipe I de Portugal, II de España. Las antiguas posesiones portugueses se vieron amenazadas por los ataques neerlandeses, como fue el caso de Indonesia y Brasil que fueron conquistadas. En estos tiempos, la fortificación fue expandida a base de un plano atribuido al milanés Giovanni Battista Cairati, principal arquitecto de Portugal en Oriente bajo el reinado de Felipe I de Portugal, II de España (r. 1580-1598), fue consagrada a San Sebastián, mostrando influencias de la Renacimiento europeo.
En 1581 los jesuitas construyeron la iglesia de Nossa Senhora da Graça y, finalmente, los agustinos construyeron la iglesia de Nossa Senhora da Anunciada en 1596.

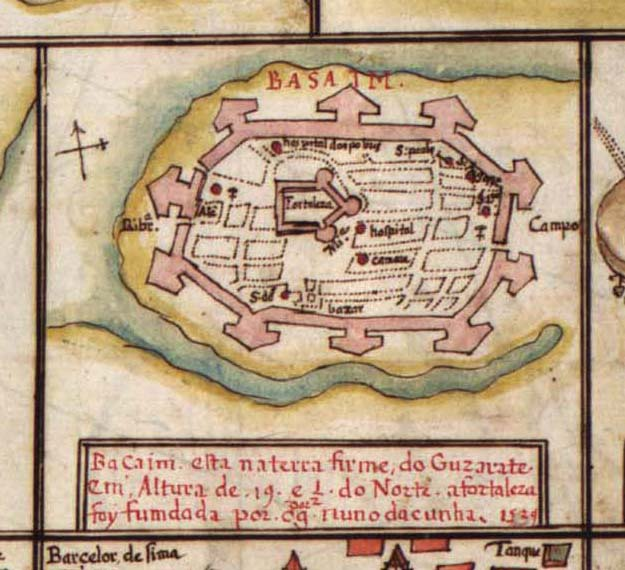
Mapa de 1630 de la fortaleza de Basaim.

La Provincia del Norte incluía un territorio que se extendía hasta 100 km desde la costa, entre Daman y Bombay y en algunos lugares se extendía 30-50 km tierra adentro. Fue la zona más productiva de la India bajo el dominio portugués. En defensa de la provincia se construyeron varias fortalezas. Los más importantes fueron en Damão, Damão Pequeno, São Gens, Danu, Serra de Asserim, Trapor, Sirgao, Mahim, Agaçaim (Islas de las Vacas), Manora, Bassein, Thana (Santa Cruz, Passo Seco, Baluarte do Mar), Bombay y Orange. A finales del siglo XVII, Vasai alcanzó el apogeo de sus días de gloria. En 1611 se creó una "Casa da Moeda" en Vasai.
En 1615 se construyó un fuerte triangular en Damão Pequeno (cerca de Damão), que se llamó Fuerte São Jerónimo. En 1634, Bassein contaba con una población de 400 familias portuguesas, 200 familias cristianas indígenas y 1.800 esclavos. La ciudad, en caso de ataque enemigo, contaba con unos 2.400 hombres como defensores.

### Tiempos de los Braganza
Las continuas guerras que había tenido el imperio español llevaron al colapso de este en 1640. Los franceses invadieron la península ibérica, y en esta situación los Braganza se levantan con ayuda del Cardenal Richelieu, y después de una larga guerra toman posesión de muchas plazas gobernadas por el reino de Portugal (reino es la forma en que el imperio español dividía sus provincias), además de asegurar su independencia de España. 
El 23 de junio de 1661 un Tratado de Matrimonio entre Inglaterra y Portugal entregó a los británicos el puerto y la isla de Bombay. El gobernador portugués de Bombay se negó a abandonar la isla. Después de una larga batalla diplomática, Bombay fue cedida a los ingleses el 18 de febrero de 1665.

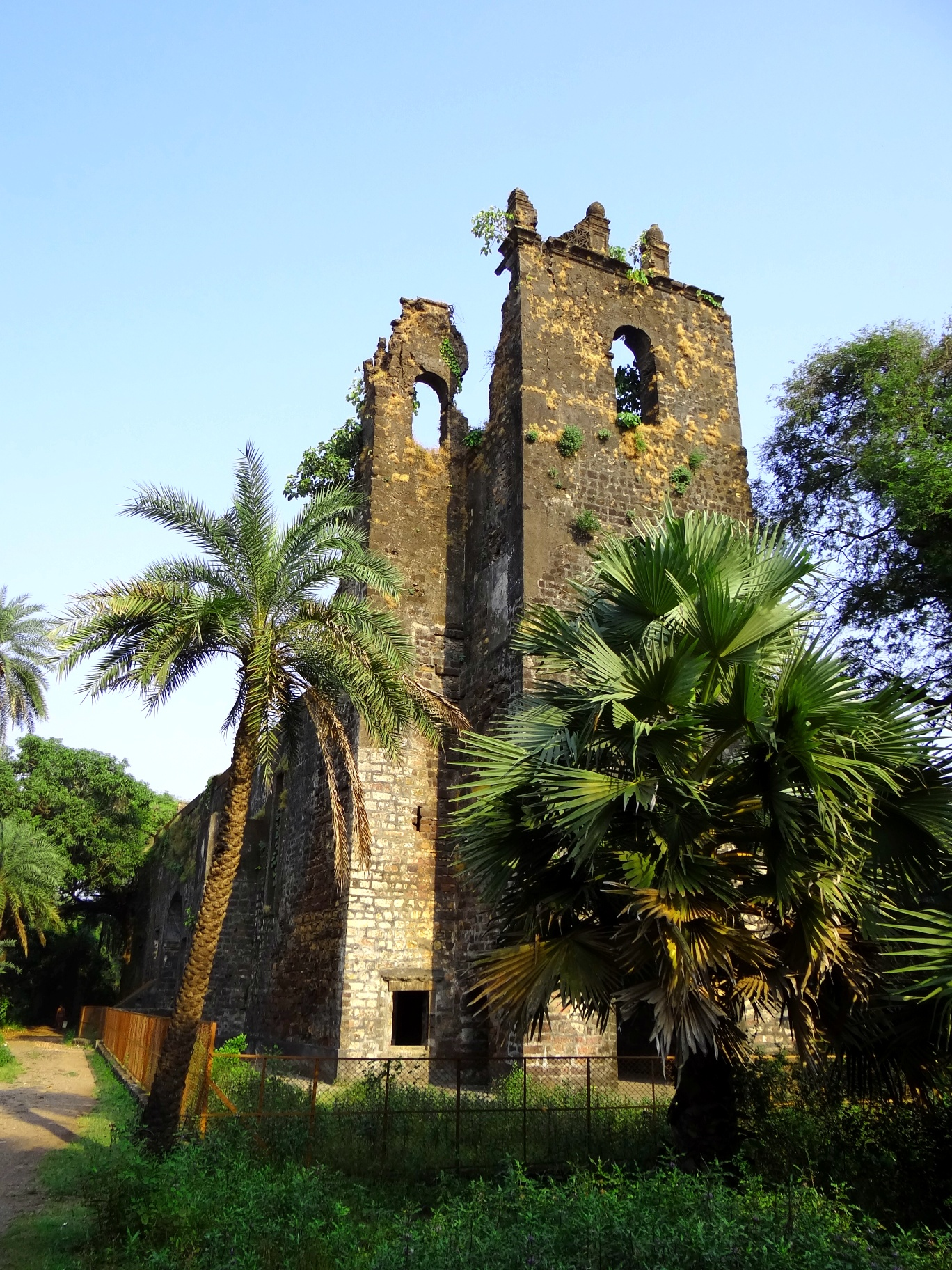
Ruinas de la iglesia dentro de la fortaleza.

En 1674, Bassein contaba con dos colegios, cuatro conventos y seis iglesias. En 1685 los Caballeros Hospitalarios de San Juan fundaron la Iglesia de Nossa Senhora da Saúde. El declive del poder portugués en Oriente y la transferencia de Bombay (Bombay) a los británicos en 1665 debilitaron a Bassein. La ciudad fue atacada varias veces por los Maratha.
A pesar de ello, en 1719 la provincia de Bassein aún contaba con unos 60000 habitantes, de estos 2000 eran portugueses y 58000 eran indios cristianos. En 1720 uno de los puertos de Bassein, Kalyan, fue conquistado por los Maratha, y en 1737 también tomaron posesión de Thana y todos los fuertes de la isla de Salcete y los fuertes de Parsica, Trangipara, Saibana, la Isla de las Vacas, Manora, Sabajo, los cerros de Santa Cruz y Santa María.

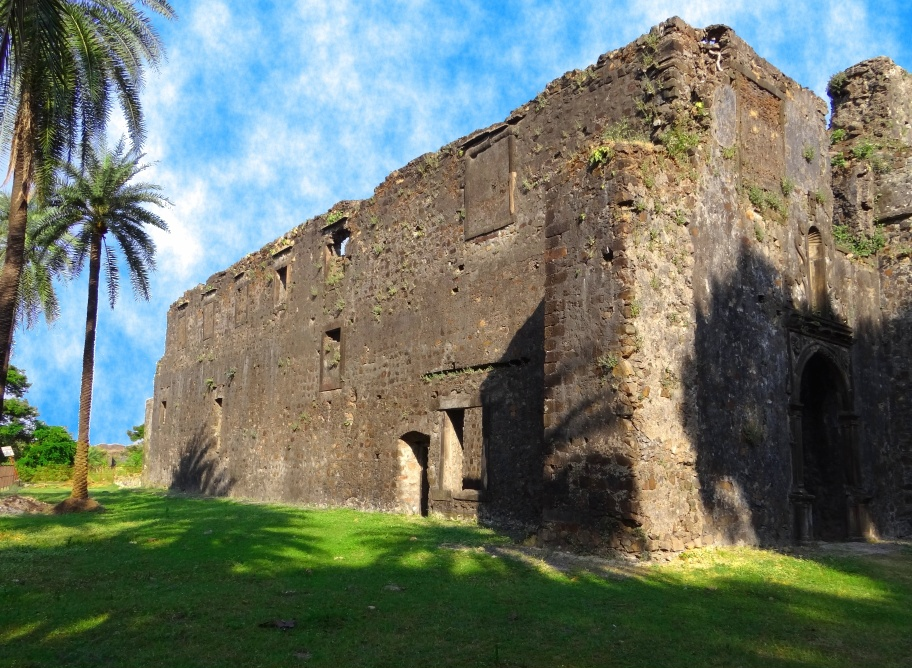
Edificación de la fortaleza.

Los únicos lugares de la Provincia del Norte que aún se mantenían en posesión portuguesa eran Chaul, Caranja, Bandora, Versova, Bassein, Mahim, Quelme, Seridao (Sirgao), Danu, Asserim, Trapor y Damão. En noviembre de 1738, los Mahrattes capturaron el fuerte de Danu y el 20 de enero de 1739 Mahim capituló. La pérdida de Mahim fue seguida rápidamente por la captura de los fuertes de Quelme, Seridao, Trapor y Asserim (13 de febrero de 1739). El 28 de marzo de 1739 también se perdieron la isla y el Fuerte de Caranjá. Este fue el preludio de la pérdida final de la ciudad, de hecho, en febrero de 1739 los Marathas atacaron Bassein y después de una resistencia desesperada, los últimos defensores portugueses se rindieron el 16 de mayo de 1739. Los portugueses abandonaron Bassein el 23 de mayo de 1739.
Actualmente, aún subsiste la comunidad que habitaba la región. Se les conoce como los "Bombay East Indians". Se autodenominan Norteiros (hombres del Norte) en honor a la Corte del Norte, con sede en la fortaleza.

### Era Maratha

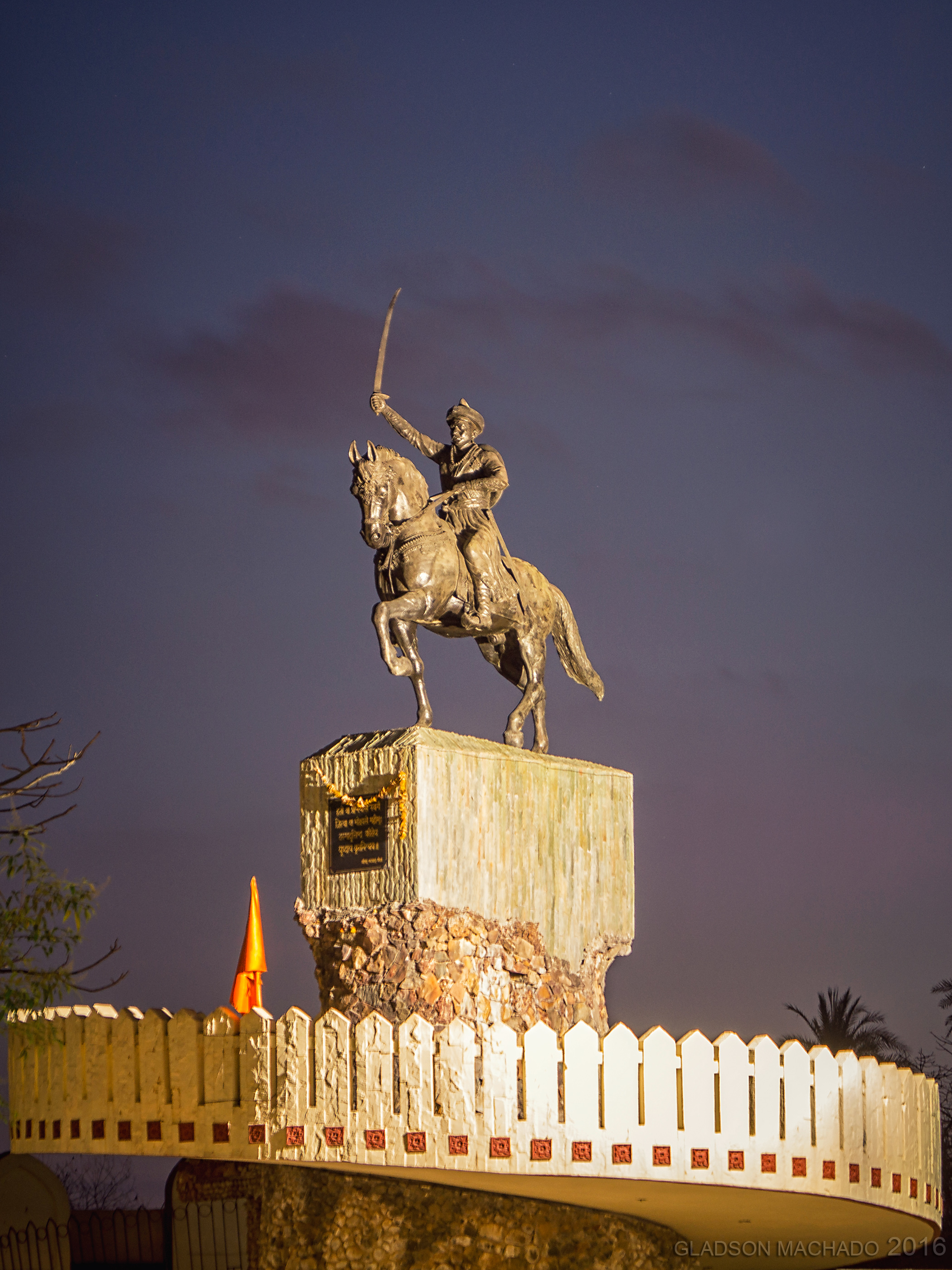
Estatua de Chimaji Appa

En el siglo XVIII, la fortaleza de Bassein fue tomada por el Imperio Maratha bajo el mando de Chimaji Appa, hermano del Peshwa (valido) Baji Rao. En 1739 se llevó a cabo el  asedio de Bassein que terminó con la victoria Maratha. Los últimos restos del ejército y la administración portuguesa se retiraron de Bassein el 23 de mayo de 1739. La conquista de Bassein fue apreciada durante mucho tiempo por los marathas como una cuestión de orgullo y gloria nacional.
La fortaleza fue tomada por británicos en 1774. Y se mantuvo en manos británicas ya que tenía papel estratégico durante la Primera Guerra Anglo-Maratha (1775-1782). Los británicos la entregaron a los Maratha en 1783 en virtud del Tratado de Salbai.

### Era británica

#### Tratado de Bassein (1802)
El Tratado de Bassein (1802) fue un pacto firmado el 31 de diciembre de 1802 entre la Compañía Británica de las Indias Orientales y el valido Baji Rao II, el Maratha Peshwa de Pune en India después de la Batalla de Pune. El tratado fue un paso decisivo en la disolución del Imperio Maratha.
En 1818, los británicos volvieron a capturar la fortaleza de los Marathas.

## Actualidad
Actualmente la fortaleza es una estructura turística. Está bien conservada. Ha sido usado para grabar canciones de películas de Bollywood.
La fortaleza es una de las principales atracciones turísticas de la región. Las murallas están muy bien conservadas. Sus bordes dan al arroyo Vasai y al arroyo Bhayandar. Varias torres de vigilancia siguen en pie, con sus escaleras que conducen hacia lo alto.  
Los edificios dentro de la fortaleza están en ruinas, aunque hay suficientes muros en pie para dar una buena idea de la estructura. Algunas conservan sus fachadas. En particular, muchos de los arcos han resistido bien los años. Suelen estar decoradas con piedra tallada, algunas desgastadas más allá del reconocimiento, otras aún muestran los detalles hechos con cincel. Aún se pueden reconocer tres capillas dentro de la fortaleza. Ellas tienen las fachadas típicas de las iglesias del siglo XVII. El más meridional tiene un techo abovedado de cañón bien conservado. 
Además de todas las estructuras, los turistas a menudo también observan la naturaleza que se ha apoderado de gran parte de la fortaleza. Se pueden observar mariposas, pájaros, plantas y reptiles.
Las ruinas de la fortaleza han sido lugar de rodaje para películas y canciones de Bollywood. El éxito de Bollywood “Kambakkht Ishq”, la película romántica Pyaar Tune Kya Kiya tienen canciones grabadas en la fortaleza. La canción "Poster Lagwa Do" de la comedia Luka Chuppi fue grabada dentro de la fortaleza. Película como Josh, protagonizada por Shahrukh Khan, y Love Ke tienen varias escenas de la fortaleza. Otras películas filmadas aquí incluyen Khamoshi y Aag de Ram Gopal Verma. 
La fortaleza también fue uno los lugares de rodaje del videoclip 'Hymn for the Weekend' de la banda Coldplay. La fortaleza que se muestra al principio y en el medio es la fortaleza de San Sebastián de Bassim. El video presenta a Beyoncé y la actriz india Sonam Kapoor. El video tiene más de 960 millones de visitas en YouTube en julio de 2018, convirtiéndose en el segundo video musical más visto de Coldplay (después de "Something Just Like This").

## Galería
Algo de fauna y flora dentro de la fortaleza:

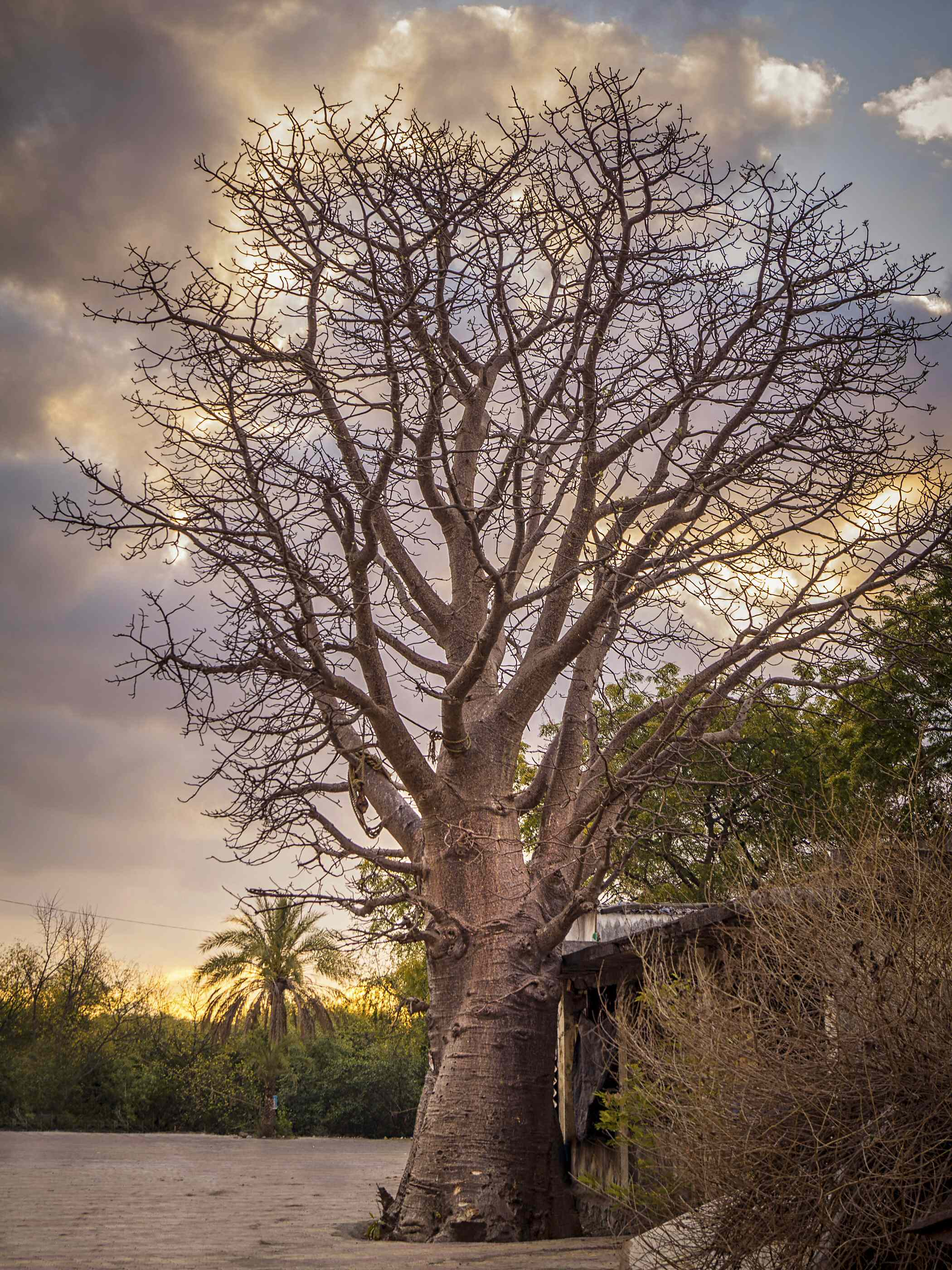
Árbol baobab en la entrada junto al mar
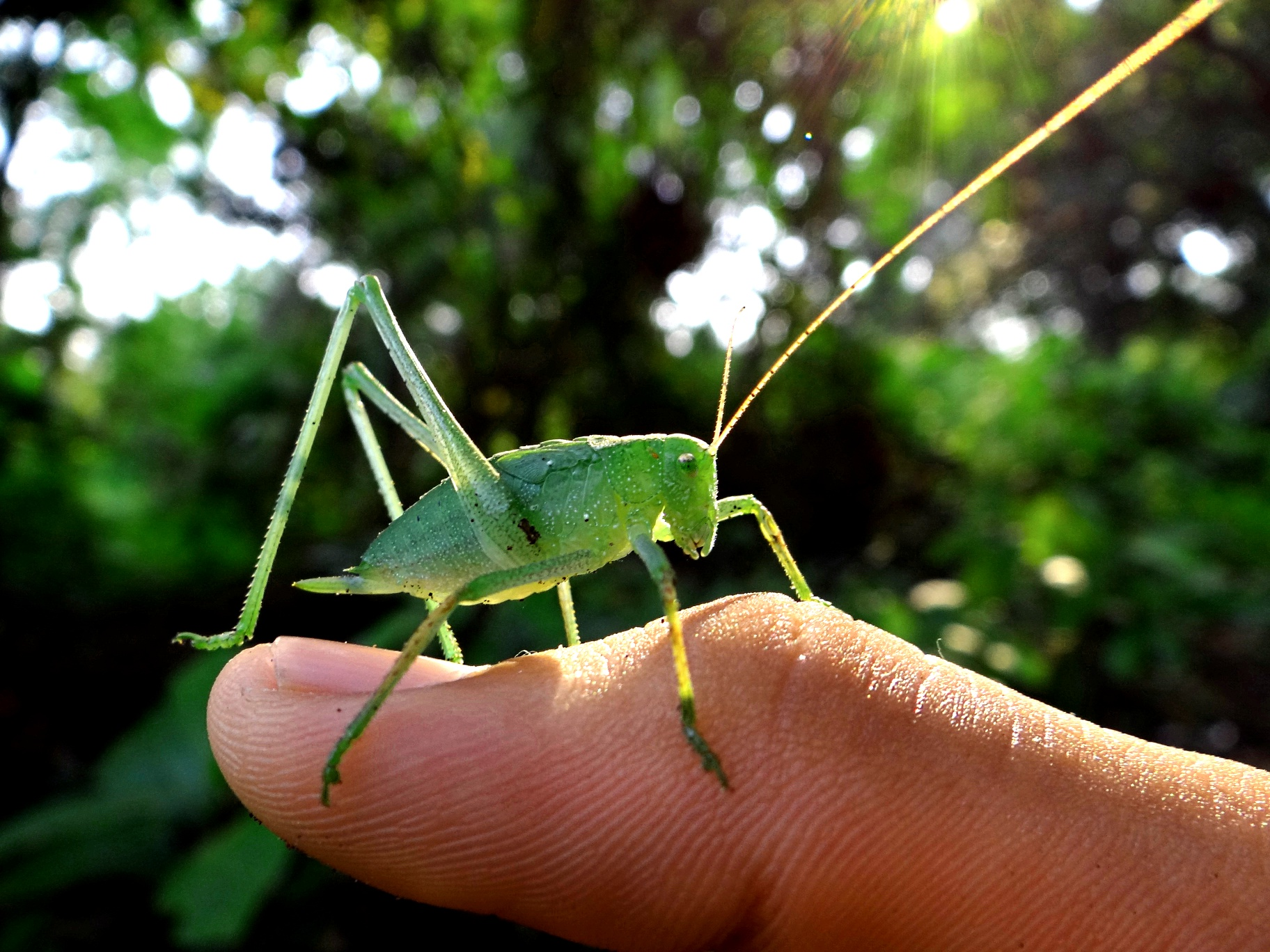
Saltamontes saltamontes
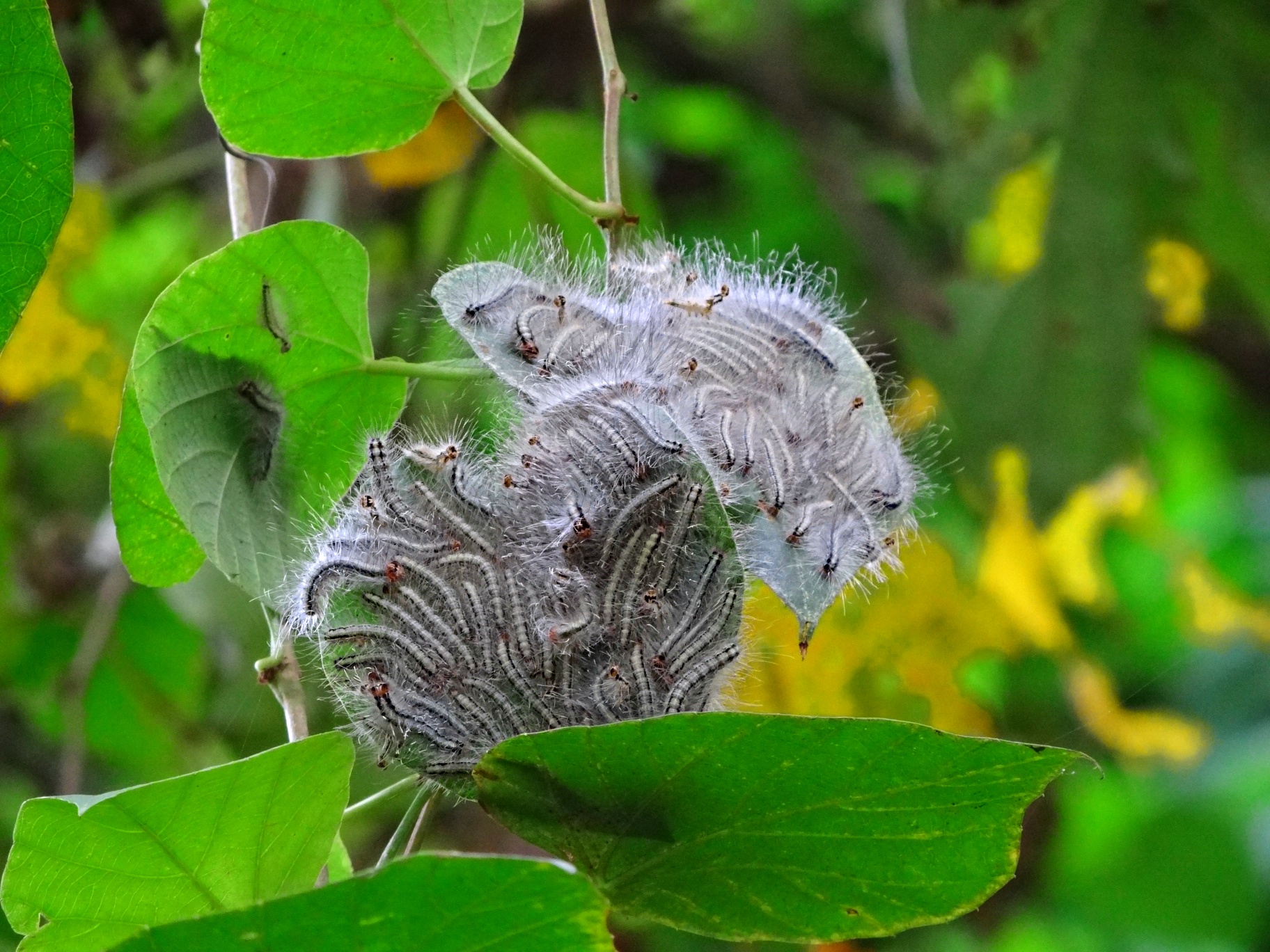
Bebé orugas alimentándose de hojas
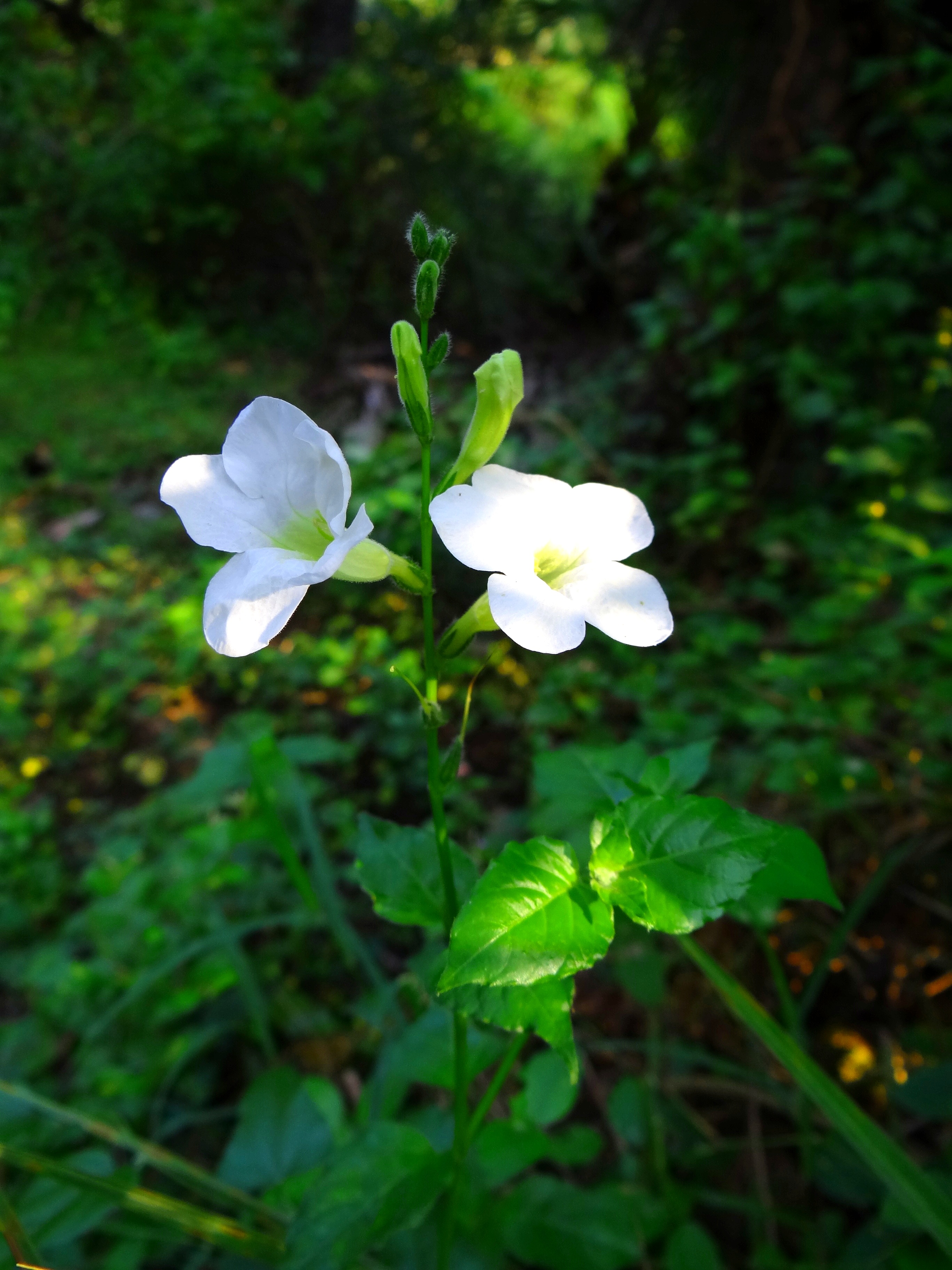
Algunas flores silvestres
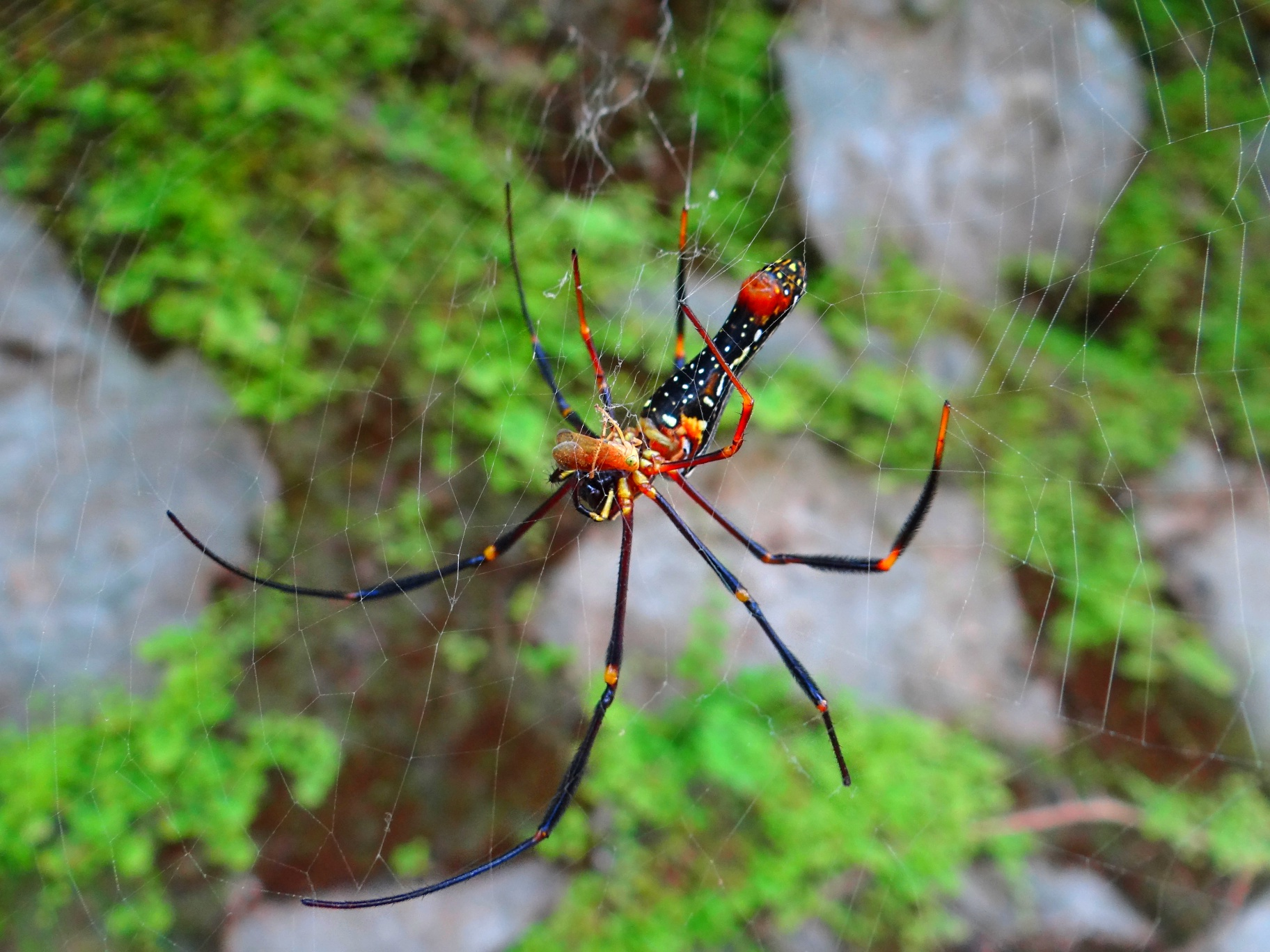
Araña de la familia Araneidae dándose un festín con una mariposa
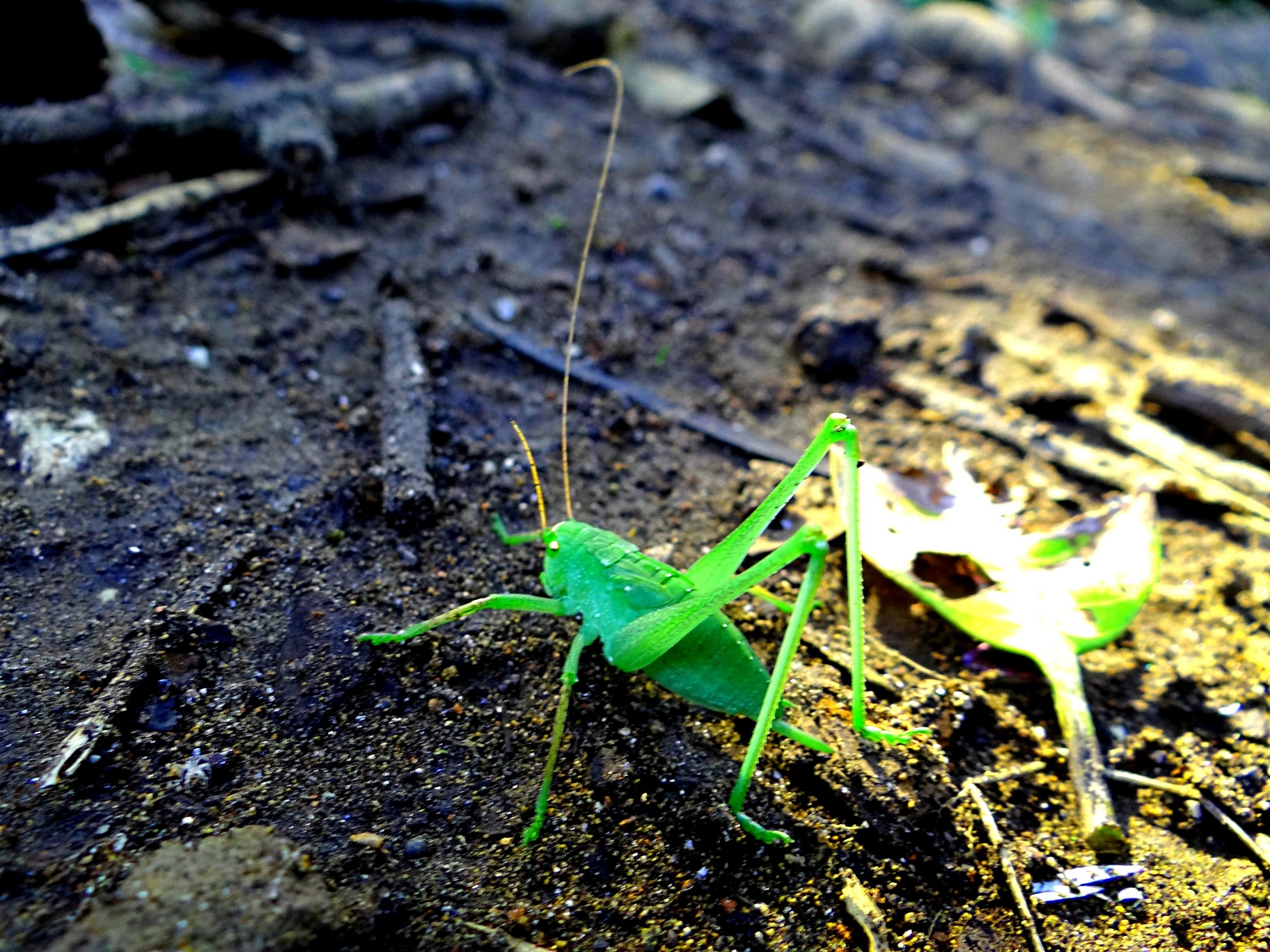
Saltamontes saltamontes
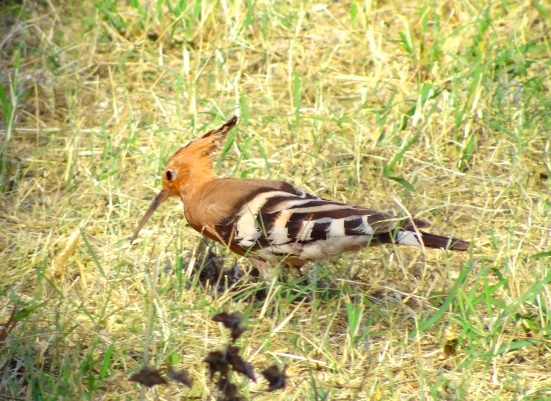
Abubilla africana
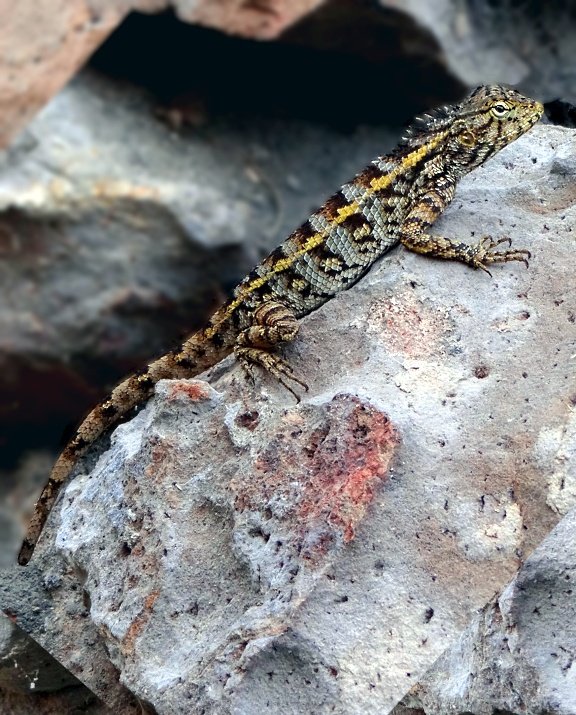
Lagarto Agamid